# Willi Eichhorn
Willi Eichhorn, född 23 augusti 1908, död 25 maj 1994, var en tysk roddare.
Eichhorn blev olympisk guldmedaljör i tvåa utan styrman vid sommarspelen 1936 i Berlin.